# Тейдон-Буа (станція метро)
51°40′18″ пн. ш. 0°06′12″ сх. д. / 51.671667° пн. ш. 0.103333° сх. д.
Тейдон-Буа (англ. Theydon Bois) — станція Центральної лінії Лондонського метрополітену. Станція знаходиться у Тейдон-Буа, Ессекс, Лондон, у 6-й тарифній зоні, між метростанціями — Еппінг та Дебден. В 2018 році пасажирообіг станції — 0.89 млн пасажирів

## Історія
- 24. квітня 1865: відкриття станції у складі Great Eastern Railway
- 25. вересня 1949: початок трафіку London Underground[3]
- 18. квітня 1966: закриття товарної станції[4]

## Послуги
| Попередня станція | Лінія | Лінія                             | Лінія | Наступна станція |
| ----------------- | ----- | --------------------------------- | ----- | ---------------- |
| Еппінг            |       | Лондонське метро Центральна лінія |       | Дебден           |